# Manuel Puig
Manuel Puig (28. prosince 1932 General Villegas — 22. července 1990 Cuernavaca) byl argentinský spisovatel, dramatik a filmový scenárista.

## Život a dílo
Pocházel z venkovského městečka General Villegas, ve třinácti letech se přestěhoval s rodiči do Buenos Aires, studoval literaturu na buenosaireské univerzitě. Byl od dětství nadšený filmový fanoušek, v roce 1956 odcestoval do Říma studovat na Centro Sperimentale di Cinematografia. Po nepříliš úspěšných pokusech uchytit se v Evropě jako filmař se vrátil roku 1967 do Argentiny a věnoval se spisovatelské činnosti, roku 1968 vydal svůj první román Zrada Rity Hayworthové. V jeho tvorbě se odráží zkušenost s filmem jak ve volbě námětů, tak i v narativních postupech jako je střih a montáž. Významným tématem pro něj byla populární kultura a její vliv na myšlení lidí, napodobujících vzorce chování oblíbených hrdinů.
V románu Namalované rtíky (1969, česky pod názvem Nejhezčí tango 1975) líčí duchamorný život provinčního městečka v pampě, kde se sentimentální texty tanga prolínají s drsnou životní realitou. Puigova osobní zkušenost s latinskoamerickými diktaturami dala vzniknout knize Polibek pavoučí ženy (1976) líčící setkání dvou vězňů, homosexuála a opozičního aktivisty, mezi nimiž navzdory rozdílným povahám a zájmům vznikne hluboké přátelství. Podle románu natočil roku 1985 brazilský režisér Héctor Babenco stejnojmenný film; hlavní role ztvárnili Raúl Juliá a William Hurt, který za svůj výkon obdržel Oscara. Kniha byla také roku 1993 adaptována jako broadwayský muzikál.
Příběh Polibku pavoučí ženy vycházel z autorova života: Puig opakovaně veřejně proklamoval, že je gay, založil antidiskriminační organizaci Frente de Liberación Homosexual.
Další Puigovy prózy Maldición eterna a quien lea estas páginas (1980), Sangre de amor correspondido (1982)
a Cae la noche tropical (1988) nebyly zatím do češtiny přeloženy. Spisovatel zemřel v exilu v Mexiku na infarkt myokardu, jeho poslední kniha Humedad relativa 95% zůstala nedokončená.
Manuel Puig je také autorem scénářů k filmům Zlosynova tvář (La cara del villano, 1985) a Vzpomínka na Tijuanu (Recuerdo de Tijuana, 1985) a divadelní hry Tajemství kytice růží, kterou v češtině hrálo Divadlo na Jezerce pod názvem Vabank (hrály Blanka Bohdanová a Jana Preissová).